# 22924 Дешпанде
22924 Дешпанде (22924 Deshpande) — астероїд головного поясу, відкритий 2 жовтня 1999 року.
Тіссеранів параметр щодо Юпітера — 3,293.